# Tunnel de Meudon
Le tunnel de Meudon est un tunnel ferroviaire français de la ligne des Invalides à Versailles-Rive-Gauche, situé sous la forêt de Meudon, sur les communes de Meudon et de Chaville, dans le département des Hauts-de-Seine, en région Île-de-France.

## Situation ferroviaire

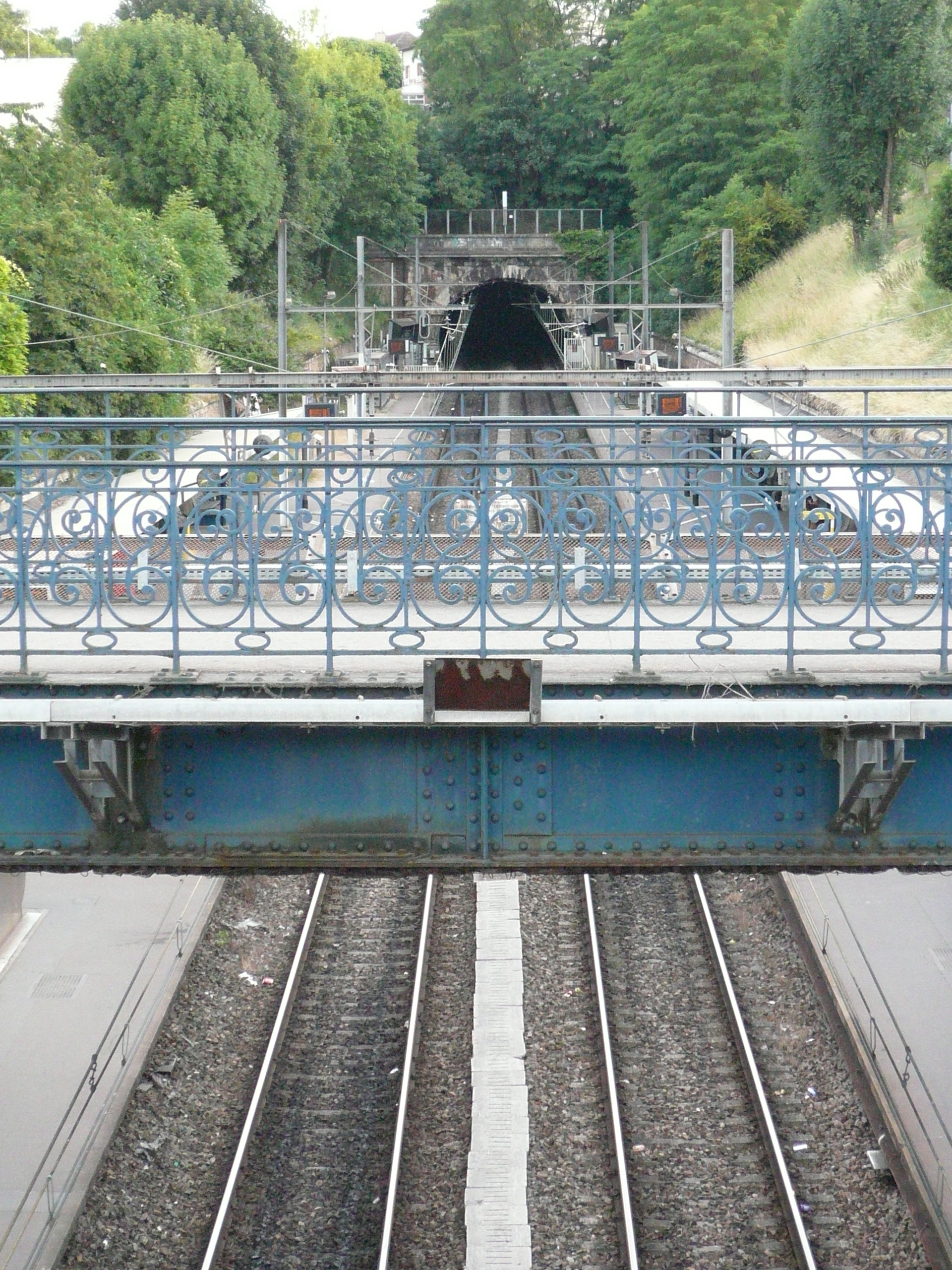
L'entrée du tunnel de Meudon, à la gare de Meudon-Val-Fleury.

Long de 3 363 mètres, le tunnel de Meudon est situé du point kilométrique (PK) 9,038 au PK 12,401 de la ligne des Invalides à Versailles-Rive-Gauche, entre les gares de Meudon-Val-Fleury et de Chaville - Vélizy.

## Histoire
Construit à la fin du XIXe siècle, dans le cadre de l'Exposition universelle de 1900, le tunnel a été classé comme dangereux dans un rapport de mai 2010 établi par l'Office parlementaire d'évaluation des choix scientifiques et technologiques.
Des travaux de sécurisation commencent en 2018 pour s'achever en 2020.